# Leo Horn
Leopold Sylvain "Leo" Horn  (Sittard, 1916. augusztus 29. – Amstelveen, 1995. szeptember 16.) holland nemzetközi labdarúgó-játékvezető. Ő vezette az évszázad mérkőzésének titulált Anglia – Magyarország 3 : 6 mérkőzést. Eredeti foglalkozása textil-nagykereskedő.

## Pályafutása

### Labdarúgóként
Első csapata serdülő diákként, 1928–1930 között a szülőhelyén székelő VV Sittard, majd 1930–1933 között az amszterdami Wilhelmina Vorruit egyesület volt. Kiváló fizikai felkészültsége ellenére nem volt különösebben tehetséges, ráadásul egy térdsérülés az aktív labdarúgó pályafutásának végét jelentette.
Játékvezetés mellett lovas és vadász sporttal foglalkozott, Mydas nevű lovával 98 – közöttük 36 első – díjat nyert. Egy ideig cselgánccsal is foglalkozott, ahol sárga övet szerzett.

### Nemzeti játékvezetés
1933-ban vizsgázott, tizenhetedik születésnapján vezette élete első mérkőzését. 1938-ban lett a Királyi Holland Futballszövetség (KNVB) I. osztályú játékvezetője, a második világháború miatt pályafutása félbeszakadt, 1948-ban kapcsolódott be újra a játékvezetésbe. Tekintélyelvű, minden szinten főnök, pályafutása során több esetben tettlegességig – játékosokkal, nézőkkel – fajul egy-egy kritizálása. Ő volt az első játékvezető aki nemzeti- és nemzetközi tevékenysége alkalmával nem mindig öltözött feketébe, többször használta a piros és a zöld felsőt. A szaksajtó, a szakemberek megítélése szerint pályafutásának idején a világ egyik legjobb játékvezetője volt.[forrás?] Aktív pályafutása alatt több mint 1500 mérkőzésen működött közre. A nemzeti játékvezetéstől 1966-ban vonult vissza.

### Nemzetközi játékvezetés
A Holland labdarúgó-szövetség Játékvezető Bizottsága (JB) terjesztette fel nemzetközi játékvezetőnek, a Nemzetközi Labdarúgó-szövetség (FIFA) 1950-től (tartotta) tartja nyilván bírói keretében. Több nemzetek közötti válogatott és klubmérkőzést vezetett, vagy működő társának partbíróként segített. Második nemzetközi mérkőzését, az angol–belga találkozót véletlenül látta Sir Stanley Rous is. Egy játékvezető életében kell lenni véletlennek (szerencsének), ezek a véletlenek nagyon komolyan meghatározzák sportpályafutását. Hivatalos szereplője lett  az 1953-ban az évszázad mérkőzésének, az Anglia – Magyarország válogatott találkozónak. Ennek a mérkőzésnek azért volt nagy jelentősége, mert a kontinensről érkező csapatok 90 éve nem tudták legyőzni az angol válogatottat. Nemzetközi játékvezetőként Európában az egyik legismertebb, legnépszerűbb játékvezető. Egy alkalommal a FIFA JB 3 hónapra felfüggesztette működési jogát, mert egy mérkőzés után összeverekedett a nézőkkel. A holland nemzetközi játékvezetők rangsorában, a világbajnokság-Európa-bajnokság sorrendjében többedmagával a 10. helyet foglalja el 8 találkozó szolgálatával. Az aktív nemzetközi játékvezetéstől 1965-ben búcsúzott. Nemzetközi mérkőzéseinek száma: 133. Válogatott mérkőzéseinek száma: 41.
| Időpont            | Helyszín                | Mérkőzés típusa     | Mérkőzés       | Eredmény | Nézők száma |
| ------------------ | ----------------------- | ------------------- | -------------- | -------- | ----------- |
| 1952. november 26. | Wembley Stadion, London | válogatott mérkőzés | Anglia–Belgium | 5 : 0    | 68 333      |

#### Leo Horn sípja
Az Év sportújságírójának járó díjat Novotny Zoltán kapta. A díjátadás előtt Dr. Szepesi György neki ajándékozta azt az aranysípot, amelyet Leo Horn, a 6:3 bírája adott neki. Azzal nyújtotta át, hogy őrizzem meg, de ha eljön az ideje, adjam oda annak, akit én – ahogyan ő fogalmazott – a láng továbbvivőjének tartok. Egyelőre nálam van síp….

#### Labdarúgó-világbajnokság
A világbajnoki döntőhöz vezető úton Svájcba az V., az 1954-es labdarúgó-világbajnokságra, Chilébe a VII., az 1962-es labdarúgó-világbajnokságra, valamint Angliába a VIII., az 1966-os labdarúgó-világbajnokságra a FIFA JB bíróként alkalmazta. 1962-ben a FIFA JB elvárásainak megfelelően, ha nem vezetett, akkor működő társának segített partbíróként. Egy csoportmérkőzésen és a döntőben volt partbíró, ahol a Brazília–Csehszlovákia (3:1) találkozót vezető Nyikolaj Latisev egyik segítője volt. A világbajnokság egyik legelegánsabb, legfelkészültebb, legtöbb nyelvet beszélő bírója volt. Sportbeli életének legnagyobb "tragédiája", hogy az 1966-os világbajnokságra nem hívták meg. Esete szinte jellemzően összevethető Puhl Sándor történetével. Egy Vásárvárosok kupája,  Leeds United FC–Valencia  (1:1) mérkőzésen tevékenykedett. A játékosok nem a játékkal, hanem egymással foglalkoztak, egyáltalán nem voltak partnerei a játékvezetőnek. A korra jellemző egyik nemzetközileg elfogadott fegyelmező eszközt bevetve 10 perc nyugalmi szünetet tartott, újraindítás után az események továbbra is durván folytatódtak, 2-2 játékost kiállított, de nem tudta megfékezni a játékosokat. A mérkőzés végén a véletlen (szerencsétlenség),  Sir Stanley Rous megint jelen volt és hathatós intézkedésére kihagyták a világbajnoki keretből. Világbajnokságon vezetett mérkőzéseinek száma: 3 + 2 (partbíró).
Ha a játékosok, a fair play elvét elvetve, durvaságok árán törekszenek a mérkőzés megnyerésére, annak egyenes következménye, hogy a játékvezetőt vonják felelősségre. * [forrás?]

##### 1954-es labdarúgó-világbajnokság

###### Selejtező mérkőzés
| Időpont           | Helyszín                        | Mérkőzés típusa                         | Mérkőzés             | Eredmény | Nézők száma |
| ----------------- | ------------------------------- | --------------------------------------- | -------------------- | -------- | ----------- |
| 1953. november 8. | Ludwigpark Stadion, Saarbrücken | előselejtező (1. csoport)               | Saar-vidék–Norvégia  | 0 : 0    | 45 000      |
| 1954. január 24.  | Városi Stadion, Milánó          | előselejtező (9. csoport,- 2. mérkőzés) | Olaszország–Egyiptom | 5 : 1    |             |

##### 1962-es labdarúgó-világbajnokság

###### Selejtező mérkőzés
| Időpont           | Helyszín                      | Mérkőzés típusa                         | Mérkőzés            | Eredmény | Nézők száma |
| ----------------- | ----------------------------- | --------------------------------------- | ------------------- | -------- | ----------- |
| 1960. október 26. | Windsor Park Stadion, Belfast | előselejtező (3. csoport)               | Észak-Írország–NSZK | 3 : 4    | 40 000      |
| 1961. május 18.   | Bernabeu Stadion, Madrid      | előselejtező (9. csoport,- 2. mérkőzés) | Spanyolország–Wales | 1 : 1    | 100 000     |

###### Világbajnoki mérkőzés
| Időpont          | Helyszín                            | Mérkőzés típusa             | Mérkőzés            | Eredmény | Nézők száma |
| ---------------- | ----------------------------------- | --------------------------- | ------------------- | -------- | ----------- |
| 1962. május 31.  | Braden Copper Co. Stadion, Rancagua | csoportmérkőzés (D csoport) | Anglia–Magyarország | 1 : 2    | 7 938       |
| 1962. június 3.  | Nemzeti Stadion, Santiago           | csoportmérkőzés (B csoport) | Németország–Svájc   | 2 : 1    | 65000       |
| 1962. június 10. | Carlos Dittborn Stadion, Arica      | egyik negyeddöntő           | Chile–Szovjetunió   | 2 : 1    | 17 000      |

##### 1966-os labdarúgó-világbajnokság

###### Selejtező mérkőzés
| Időpont           | Helyszín             | Mérkőzés típusa           | Mérkőzés                 | Eredmény | Nézők száma |
| ----------------- | -------------------- | ------------------------- | ------------------------ | -------- | ----------- |
| 1965. október 31. | Antas Stadion, Porto | előselejtező (4. csoport) | Portugália–Csehszlovákia | 0 : 0    | 31 432      |

#### Brit Bajnokság
1882-ben az Egyesült Királyság brit tagállamainak négy szövetség úgy döntött, hogy létrehoznak egy évente megrendezésre kerülő bajnokságot egymás között. Az utolsó bajnoki idényt 1983-ban tartották meg.
| Időpont           | Helyszín                      | Mérkőzés típusa | Mérkőzés      | Eredmény |
| ----------------- | ----------------------------- | --------------- | ------------- | -------- |
| 1962. április 14. | Hampden Park Stadion, Glasgow | csoportmérkőzés | Skócia–Anglia | 2 : 0    |
| 1963. április 6.  | Wembley Stadion, London       | csoportmérkőzés | Anglia–Skócia | 1 : 2    |
| 1964. április 11. | Hampden Park Stadion, Glasgow | csoportmérkőzés | Skócia–Anglia | 1 : 0    |

#### Nemzetközi kupamérkőzések
Vezetett kupadöntők száma: 4.

##### Bajnokcsapatok Európa-kupája
A 2. és a 7. játékvezető – az első, és a 2. holland – aki BEK döntőt vezetett. A torna történetében 2014-ig rajta kívül Gottfried Dienst, Concetto Lo Bello és Palotai Károly vezethetett kettő alkalommal döntőt.
| Időpont         | Helyszín                          | Mérkőzés típusa | Mérkőzés                      | Eredmény | Nézők száma |
| --------------- | --------------------------------- | --------------- | ----------------------------- | -------- | ----------- |
| 1957. május 30. | Santiago Bernabéu Stadion, Madrid | döntő           | Real Madrid CF–ACF Fiorentina | 2 : 0    | 120 000     |
| 1962. május 2.  | Olimpiai Stadion, Amszterdam      | döntő           | SL Benfica–Real Madrid        | 5 : 3    | 65 000      |

##### Copa Libertadores
| Időpont             | Helyszín                         | Mérkőzés típusa     | Mérkőzés                          | Eredmény | Nézők száma |
| ------------------- | -------------------------------- | ------------------- | --------------------------------- | -------- | ----------- |
| 1962. augusztus 30. | Monumental Stadion, Buenos Aires | döntő (3. mérkőzés) | CA Peñarol–Santos FC              | 0 : 3    | 60 000      |
| 1964. augusztus 6.  | Központi Stadion, Montevideo     | döntő első mérkőzés | Nacional (uruguayi)–Independiente | 0 : 0    | 60 000      |

#### A magyar labdarúgó-válogatott mérkőzései (1902–1929)
| Időpont            | Helyszín                                    | Mérkőzés típusa          | Mérkőzés                   | Eredmény | Nézők száma |
| ------------------ | ------------------------------------------- | ------------------------ | -------------------------- | -------- | ----------- |
| 1953. november 25. | Empire Exhibition (Wembley) Stadion, London | 298. válogatott mérkőzés | Anglia–Magyarország        | 3 : 6    | 100 000     |
| 1954. október 10.  | Népstadion, Budapest                        | 309. válogatott mérkőzés | Magyarország–Svájc         | 3 : 0    | 94 000      |
| 1954. december 8.  | Hampden Park Stadion, Glasgow               | 312. válogatott mérkőzés | Skócia–Magyarország        | 2 : 4    | 113 146     |
| 1956. június 3.    | Heysel Stadion, Brüsszel                    | 328. válogatott mérkőzés | Magyarország–Belgium       | 5 : 4    | 59 299      |
| 1957. október 6.   | Népstadion, Budapest                        | 340. válogatott mérkőzés | Magyarország–Franciaország | 2 : 0    | 94 000      |

A Magyarország–Franciaország mérkőzés után Magyarországon maradt és az MLSZ felkérésére az NB I-ben is levezetett egy bajnoki mérkőzést (Ferencváros–Vasas 3:2).

#### Mérkőzései az NBI-ben
| Időpont           | Helyszín             | Mérkőzés  | Eredmény | Nézők száma |
| ----------------- | -------------------- | --------- | -------- | ----------- |
| 1957. október 13. | Népstadion, Budapest | FTC–Vasas | 3 : 2    | 80 000      |

#### Egyéb nemzetközi meghívás
1965. április 29-én Stan Matthewsnak a világhírű angol jobbszélsőnek a búcsúmérkőzését vezette, a Stoke City FC–Világválogatott között.

## Politikai tevékenysége
Van Dongen doktor álnév alatt az illegálisan működő holland partizánok egyik ellenállási csoportjának tagja. Fő területe a hamis okmányok készítése. A dokumentumok készítése mellett különböző rajtaütésekben is részt vett.

## Sikerei, díjai
Az 1962-es chilei világbajnokságon mutatott játékvezetői teljesítményének elismeréseként a FIFA jelen lévő vezetője, Sír Stanley Rous Ezüst Síp elismerésben részesítette.